# Union City (New Jersey)
Union City ist eine Stadt im Hudson County, New Jersey, USA. Das U.S. Census Bureau hat bei der Volkszählung 2020 eine Einwohnerzahl von 68.589 ermittelt. Union City liegt unweit des Hudson River und damit in unmittelbarer Nähe zur Millionenmetropole New York City. Nach dem Ergebnis der Volkszählung von 2000 war Union City die am dichtesten besiedelte Stadt der USA. Außerdem weist sie einen sehr hohen Anteil an lateinamerikanischen Einwanderern (Hispanics) auf.
Union City ging am 1. Januar 1925 aus einem Zusammenschluss der bis dahin unabhängigen Gemeinden West Hoboken und Union Hill hervor.
In einem Index für Fußgängerfreundlichkeit wurde Union City 2011 die fußgängerfreundlichste Stadt der USA genannt.

## Geographie
Die geographischen Koordinaten der Stadt sind 40°46'4" nördliche Breite und 74°1'55" westliche Länge.
Nach dem United States Census Bureau hat die Stadt eine Gesamtfläche von 3,3 km², wobei keine Wasserflächen vorhanden sind.
Die wichtigste Geschäftsstraße ist mit über 300 Geschäften die Bergenline Avenue. Sie durchzieht das gesamte Stadtgebiet und gilt als längste Einkaufsstraße des Bundesstaates New Jersey.

## Demographie
Nach der Volkszählung von 2000 gab es 67.088 Menschen, 22.872 Haushalte und 16.056 Familien in der Stadt. Die Bevölkerungsdichte betrug 20.395,9 Einwohner pro km². 58,38 % der Bevölkerung sind Weiße, 3,64 % Afroamerikaner, 0,70 % amerikanische Ureinwohner, 2,15 % Asiaten, 0,08 % pazifische Insulaner, 28,19 % anderer Herkunft und 6,87 % Mischlinge. 82,32 % waren Latinos unterschiedlicher Abstammung.
Von den 22.872 Haushalten hatten 36,6 % Kinder unter 18 Jahre. 42,4 % davon waren verheiratete, zusammenlebende Paare, 19,3 % alleinerziehende Mütter, 29,8 % keine Familien, 23,0 % Singlehaushalte und 7,5 % Menschen waren älter als 65. Die Durchschnittshaushaltsgröße betrug 2,92, die Durchschnittsfamiliengröße 3,40.
25,3 % der Bevölkerung war unter 18 Jahre alt, 11,0 % zwischen 18 und 24, 34,3 % zwischen 25 und 44, 19,4 % zwischen 45 und 64, 10,0 % älter als 65. Das Durchschnittsalter betrug 32 Jahre. Das Verhältnis Frauen zu Männer betrug 100:100,6, für Menschen älter als 18 Jahre 100:98,8.
Das jährliche Durchschnittseinkommen der Haushalte betrug 30.642 US-Dollar, das Durchschnittseinkommen der Familien 32.246 Dollar. Männer hatten ein Durchschnittseinkommen von 25.598 Dollar, Frauen 19.794 Dollar. Das Prokopfeinkommen der Stadt betrug 13.997 Dollar. 21,4 % der Bevölkerung und 18,6 % der Familien lebten unterhalb der Armutsgrenze, davon waren 28,3 % Kinder oder Jugendliche jünger als 18 Jahre und 19,3 % der Menschen älter als 65.

## Einwohnerentwicklung
| Jahr | Einwohner¹ |
| ---- | ---------- |
| 1900 | 15.187     |
| 1910 | 21.023     |
| 1920 | 20.651     |
| 1930 | 58.659     |
| 1940 | 56.173     |
| 1950 | 55.537     |
| 1960 | 52.180     |
| 1970 | 57.305     |
| 1980 | 55.593     |
| 1990 | 58.012     |
| 2000 | 67.088     |
| 2010 | 66.455     |
| 2020 | 68.589     |

¹ 1900–2020: Volkszählungsergebnisse 

## Galerie

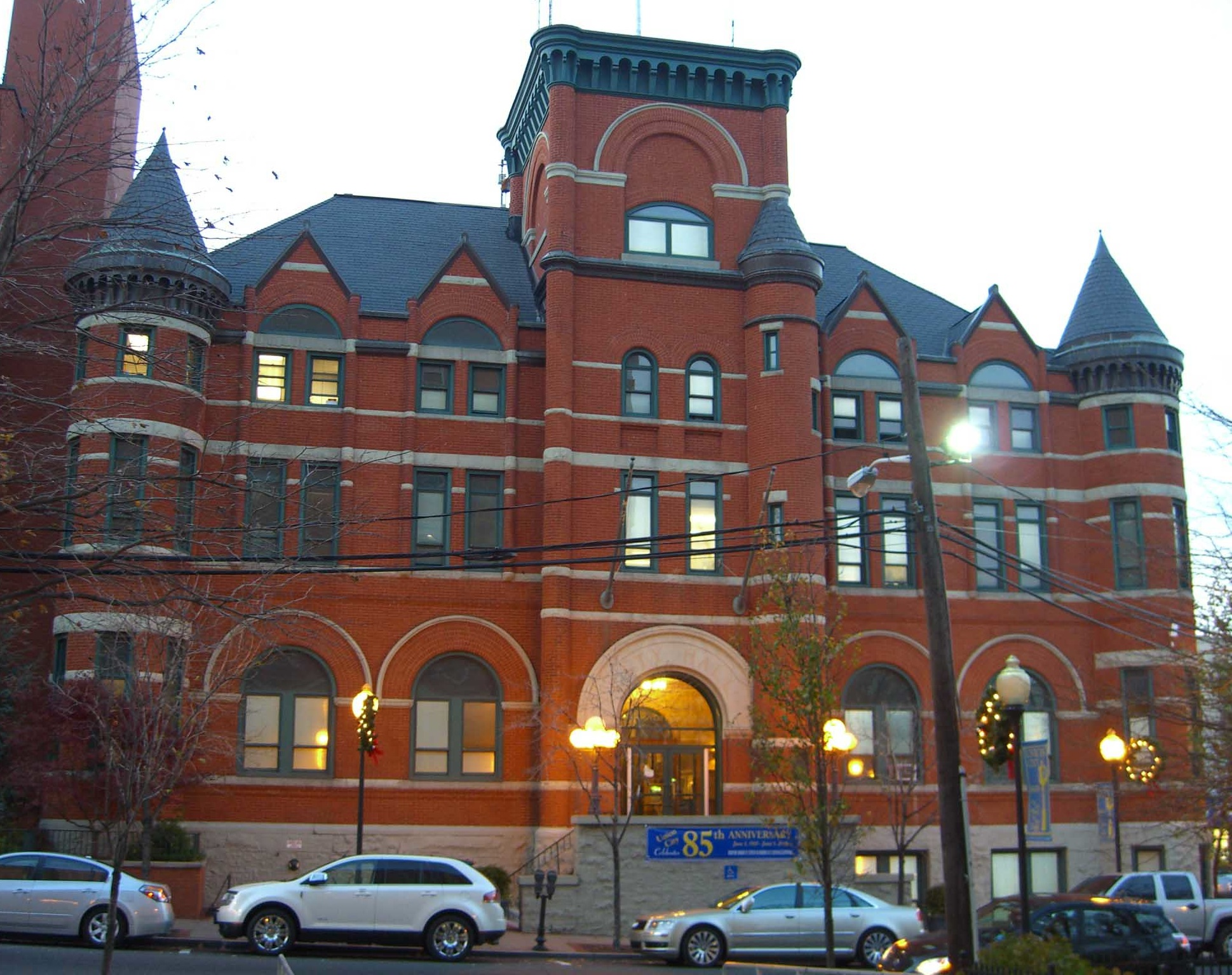
Rathaus von Union City
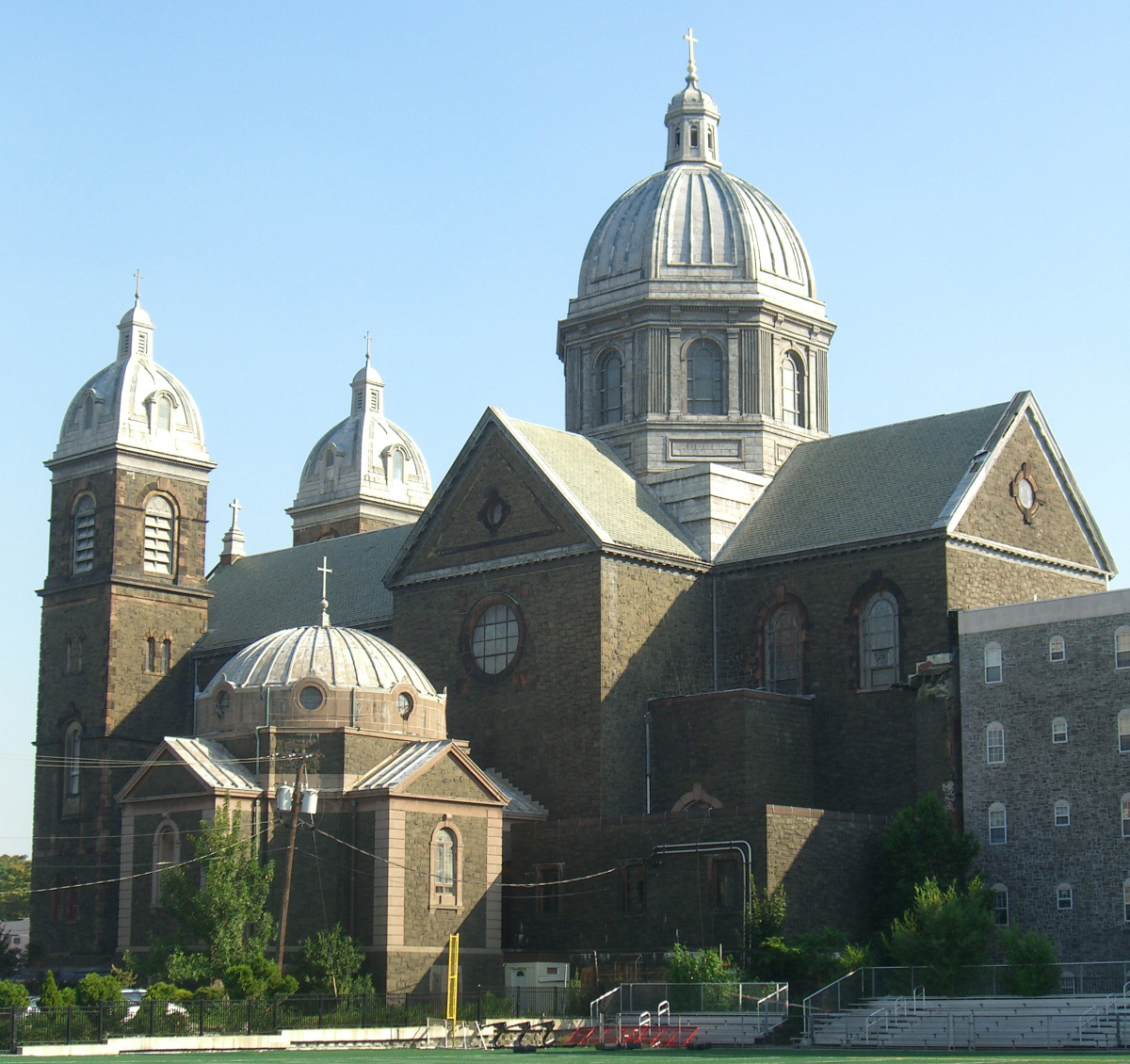
Ehem. Klosterkirche Saint Michael the Archangel

## Söhne und Töchter der Stadt
- Edward Bautz junior (1920–2007), Generalmajor der United States Army
- Harold Bell (1919–2009), Merchandising-Agent
- Salvatore Briguglio (1930–1978), amerikanisch-italienischer Mafioso
- Bobby Cannavale (* 1970), Schauspieler
- Norman Cousins (1915–1990), Journalist, Autor und Friedensaktivist
- Joseph H. Fichter (1908–1994), Jesuit und Soziologe
- Margaux Fragoso (1979–2017), Schriftstellerin
- April Jeanette Mendez (* 1987), als AJ Lee bekannte Wrestlerin